# Coupe des nations de saut d'obstacles 2011
Navigation
Édition précédente Édition suivante
La Coupe des nations de saut d'obstacles 2011 (en anglais FEI Nations Cup 2011), est la 9e édition du circuit Coupe des nations organisé par la FEI. Elle a lieu du 13 mai au 26 août 2011.

## Calendrier 2011
| \| La Baule-Escoublac Rome Saint-Gall Rotterdam Aix-la-Chapelle Falsterbo Hickstead Dublin \| Villes accueillant la coupe des nations de saut d'obstacles en 2011. |
| La Baule-Escoublac Rome Saint-Gall Rotterdam Aix-la-Chapelle Falsterbo Hickstead Dublin                                                                            |

| Date            | Lieu                                                              | Équipe vainqueur |
| --------------- | ----------------------------------------------------------------- | ---------------- |
| 13 mai 2011     | Jumping international de France La Baule, France CSIO-5* €200,000 | Irlande          |
| 27 mai 2011     | Rome, Italie CSIO-5* €200,000                                     | Pays-Bas         |
| 3 juin, 2011    | St-Gall, Suisse CSIO-5* €200,000                                  | Pays-Bas         |
| 8 juillet 2011  | Falsterbo, Suède CSIO-5* €200,000                                 | Allemagne        |
| 14 juillet 2011 | Aix-la-Chapelle, Allemagne CSIO-5* €200,000                       | Pays-Bas         |
| 29 juillet 2011 | Hickstead, Grande-Bretagne CSIO-5* €200,000                       | Allemagne        |
| 5 août 2011     | Dublin, Irlande CSIO-5* €200,000                                  | Grande-Bretagne  |
| 26 août 2011    | Rotterdam, Pays-Bas CSIO-5* €200,000                              | Allemagne        |

## Classement final
|     | Équipe          | Points | Points | Points | Points | Points | Points | Points | Points | Total |
| FRA | Équipe          | ITA    | SUI    | SUE    | ALL    | GBR    | IRL    | P-B    |        | Total |
| --- | --------------- | ------ | ------ | ------ | ------ | ------ | ------ | ------ | ------ | ----- |
| 1   | Allemagne       | 6      | 4      | 1      | 10     | 6      | 10     | 3      | 10     | 50    |
| 2   | Pays-Bas        | 3.5    | 10     | 10     | 6      | 10     | 2.5    | 2      | 4.5    | 48.5  |
| 3   | Grande-Bretagne | 5      | 4      | 7      | 3      | 6      | 5      | 10     | 7      | 47    |
| 4   | Irlande         | 10     | 6      | 3      | 5      | 6      | 2.5    | 7      | 2      | 41.5  |
| 5   | France          | 2      | 4      | 5      | 7      | 4      | 7      | 5.5    | 6      | 40.5  |
| 6   | Belgique        | 7      | 7      | 4      | 2      | 1      | 4      | 5.5    | 4.5    | 35    |
| 7   | États-Unis      | 3.5    | 2      | 6      | 4      | 3      | 6      | 4      | 3      | 31.5  |
| 8   | Danemark        | 1      | 1      | 2      | 1      | 2      | 1      | 1      | 1      | 10    |

- 7e et 8e : relégation en Promotional League